# Pskovsko jezero
Pskovsko jezero (est. Pihkva järv, rus. Псковское озеро) slatkovodno je reliktno jezero u Istočnoj Europi, smješteno na samoj granici Estonije i Ruske Federacije. Zapadni dio jezera administrativno pripada estonskome okrugu Põlva i Tartu, dok istočni dio jezera administrativno pripada Pskovskoj oblasti Rusije. Granica između dvije države prolazi sredinom jezera.
U geografskome smislu Pskovsko jezero dio je Čudsko-pskovskoga jezerskoga sustava i predstavlja njegov najjužniji dio. Preko Toploga jezera na sjeveru povezano je s Čudskim jezerom, odnosno s porječjem Finskoga zaljeva Baltičkoga mora. Površina jezera iznosi 709 km2, što čini oko 20% ukupnoga jezerskoga sustava. 
Jezero ima gotovo ovalan oblik i pruža se u smjeru sjever-jug u dužini od 40 kilometara, dok je maksimalna širina u smjeru zapad-istok do 19 kilometara. Prosječna dubina iznosi oko 3 metra, dok maksimalna ne prelazi 5,3 metara. Jezero je zaleđeno tijekom zimskoga dijela godine. Najvažnija pritoka je rijeka Velikaja koja se u jezero ulijeva u njegovome južnome dijelu u obliku prostrane delte. Važnije pritoke još su: Piuza, Obdjoh, Lipenka, Tolba i Čjornaja.
U istočnome dijelu jezera nalaze se Talapski otoci koja čine tri manja naseljena otoka s ukupno dvjestotinjak stanovnika. Najveći otoci nalaze se duž zapadne obale jezera, i to su Kolpina i Kamenka.

## Vanjske poveznice
|  | Zajednički poslužitelj ima još gradiva o temi Pskovsko jezero |

- Псковское озеро, Enciklopedijski rječnik Brockhausa i Efrona
- Псковско-Чудское озеро
- Карты Псковско-Чудского озераa